# Kerouac (cràter)
Kerouac és un cràter d'impacte en el planeta Mercuri de 110 km de diàmetre. Porta el nom de l'escriptor estatunidenc Jack Kerouac (1922-1969), i el seu nom va ser aprovat per la Unió Astronòmica Internacional el 2015.